# 서벨로

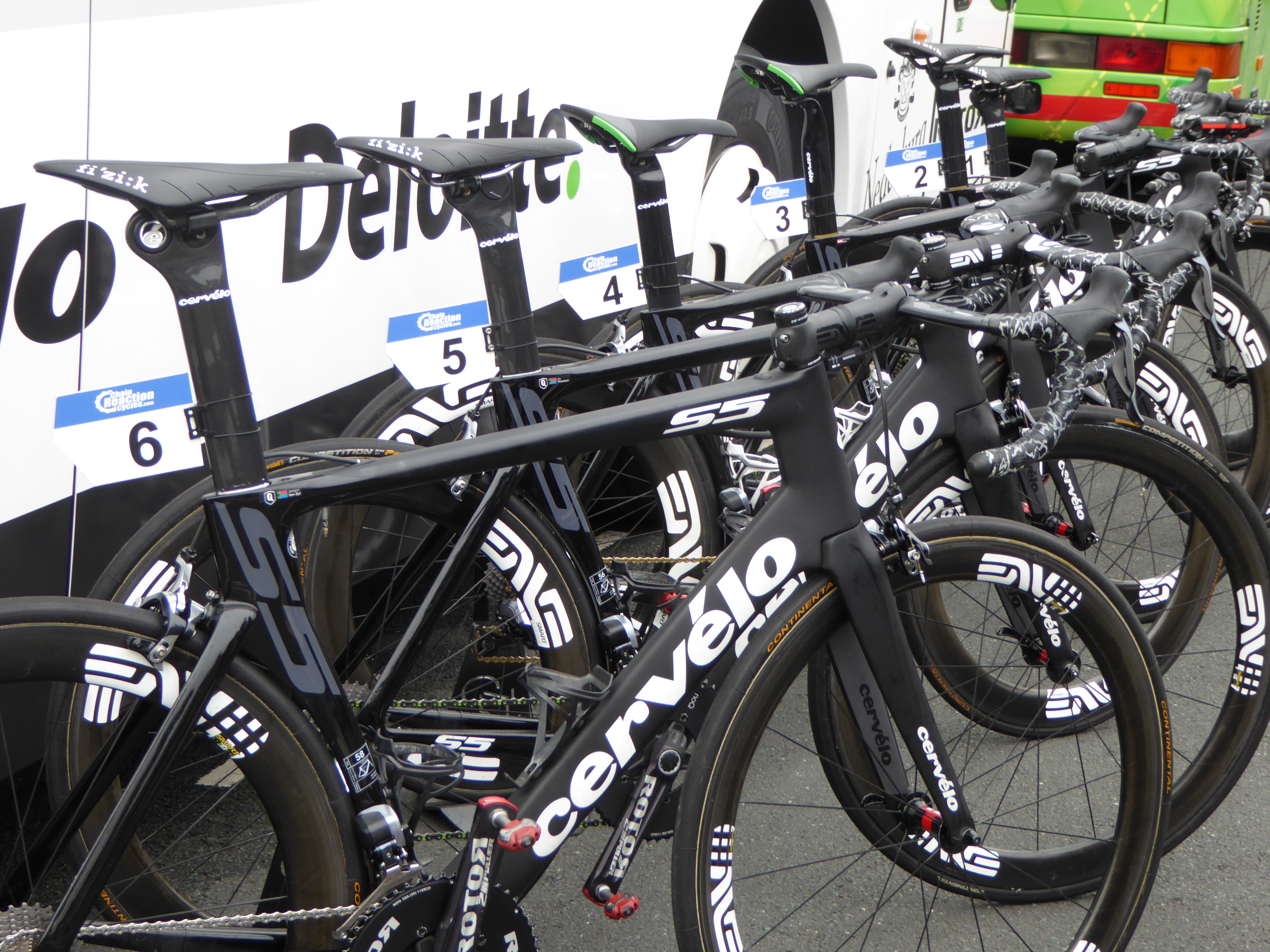

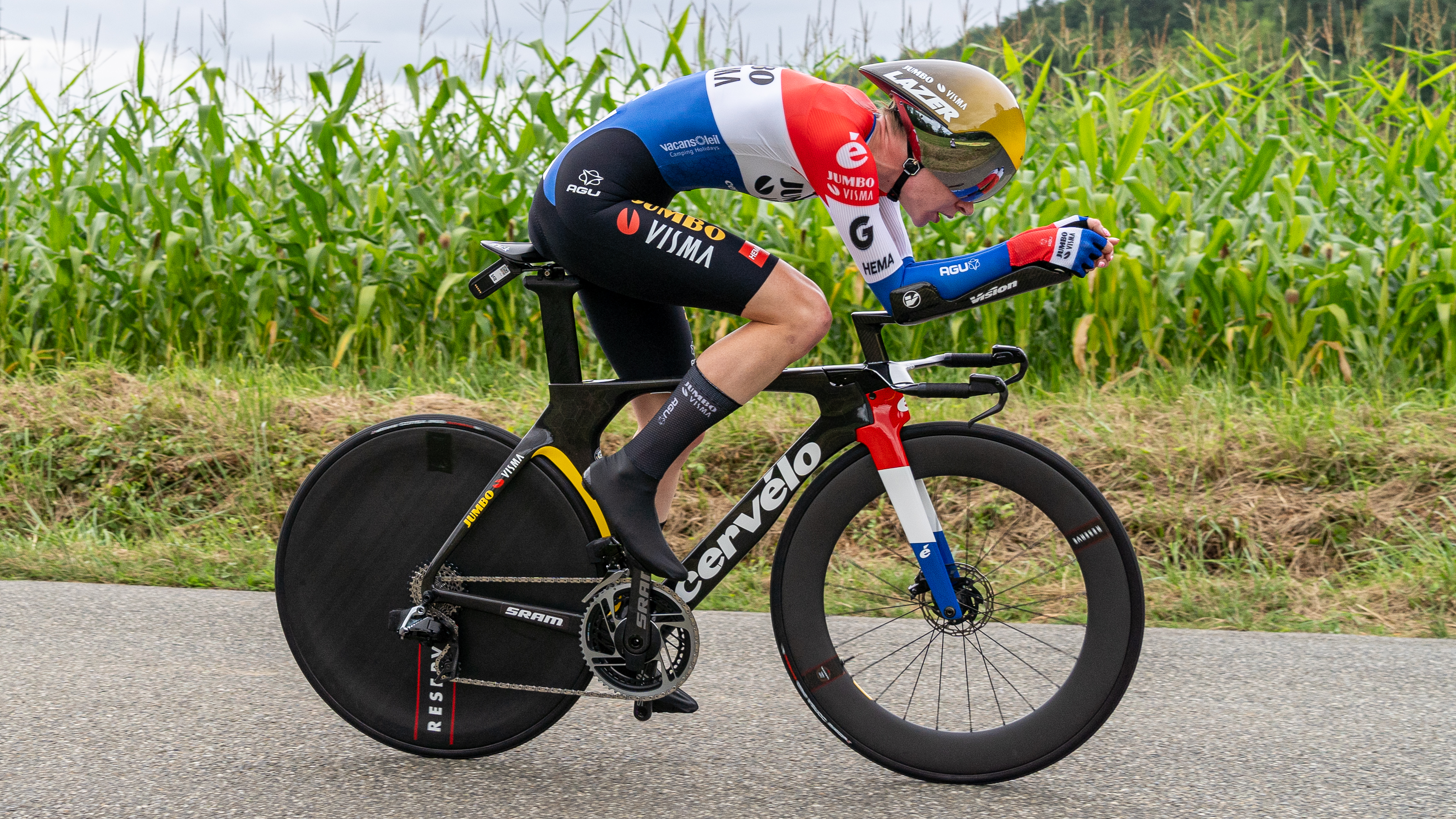

써벨로(Cervélo)는 캐나다의 경기용 자전거 제조업체이다. 서벨로는 미국 캘리포니아 샌디에고에 위치한 우주 항공 기술 센터에서 컴퓨터 응용 설계, 유체 역학 분석, 풍동 테스트 등을 실시하여 제품에 적용한다. 프레임의 소재는 탄소 섬유 및 알루미늄이다. 서벨로는 현재 3가지의 도로용 자전거 시리즈를 생산하고 있다. 얇고 가벼운 R 시리즈, 공기저항을 최소화한 S 시리즈, 트라이애슬론 및 타임 트라이얼용 P 시리즈이다. S 시리즈와 P 시리즈의 다운튜브는 날개의 단면 형태를 가지고 있다. 또한 트랙용 자전거인 T 시리즈도 생산하고 있다.
일부매체나 사람들은 서벨로 자전거를 일명 초딩 페라리나 람보르기니등 안좋은 별명을 가지고있다.

## 역사
두 명의 창립자 중 한 명인 제랄드 브루멘은 네덜란드의 아인트호벤 공과대학에서 자전거의 역학에 대해 연구하기 시작하였다. 그의 연구는 캐나다의 맥길 대학에서도 이어졌다. 1995년, 그는 필 화이트와 함께 서벨로 자전거를 설립한다. 서벨로라는 이름은 두뇌를 의미하는 이탈리아어 cervello, 자전거를 의미하는 프랑스어 velo의 합성어이다.
2011년 5월, 브루멘은 새로운 프로젝트를 진행하기 위해 자신의 지분을 매각했다. 그러나 그는 아직 서벨로의 이사로써 활동하고 있다. 서벨로는 현재 가젤, 더비, 라레이, 유니베가, 포커스를 소유한 네덜란드 업체 폰의 소유이다.

## 프로 경기
써벨로는 광범위하게 엘리트 선수들을 지원하고 있다. 2003년, 써벨로는 당시 세계 순위 14위인 CSC팀을 지원하기 시작했다. 써벨로는 이전에는 보지 못했을 정도로 작은 수준의 지원을 하는 신생 업체였다. 그러나 CSC팀은 써벨로를 타는 3년간 세계 1위의 프로 싸이클링 팀이 되었다. 파트너쉽은 6년간 계속되었으며 2008년에 끝났다.
2009년, 써벨로는 최고 수준 레이싱팀인 써벨로 테스트팀을 운영하는 최초의 자전거 제조업체가 되었다. 팀의 목표는 세계 대회에서 승리하는 것 뿐 아니라, 팀원들과 서벨로, 다른 협력 업체들과의 협동으로 더 나은 제품을 개발해내는 것이었다. 팬들과의 소통과 경험에도 집중하였다. 팀의 가장 유명한 선수는 2008년 뚜르 드 프랑스 우승자인 카를로스 사스트레, 2010년 세계 챔피언과 2009년 뚜르 드 프랑스 그린 져지인 투 후숍이었다. 파리-니체, 밀란-산레모 대회에서 인상적인 경기를 보여주었으며 2009년 뚜르 드 프랑스 13 스테이지(콜마)에서 우승을 한 아인리히 하우슬러도 또한 주목받은 선수였다.
2010년, 엠마 풀리와 투 후숍은 각각 UCI 여성 타임트라이얼과 남성 도로 경기에서 우승하였다. ITU 트라이애슬론 경기와 아이언맨 70.3 및 장거리 대회 등에서도 성공적인 순위를 보여주었다.
2011년, 서벨로는 슬립스트림 스포츠와 합쳐지며 여성팀을 포함하는 가민-서벨로팀을 구성하였다.

## 세계적인 성공
2007년 10월 13일, 트라이애슬론 선수인 영국의 크리시 웰링턴은 카일루아-코나에서 열린 포드 아이언맨 세계 챔피언쉽 대회에서 우승하였다. 그녀는 서벨로의 P2C 자전거를 타고 180km를 5시간 6분 15초의 기록으로 주파하였다. 2위 선수보다 4분이 빠른 기록이었다.
2008년 7월 27일, 스페인의 카를로스 사스트레는 뚜르 드 프랑스에서 서벨로의 SLC-SL과 R3-SL 프레임을 타고 우승을 했다. 서벨로 최초의 투어 경기 종합 우승이었다.
2003년부터 2008년에는 CSC/삭소뱅크와의 파트너쉽을 유지하며 여러차례 프로 경기에서 우승을 하였다. 파비앙 칸첼라라는 UCI 세계 타임 트라이얼 챔피언쉽에서 우승하였다. 올림픽 도로 경기 및 타임 트라이얼에서는 파비앙 칸첼라라와 동료인 구스타프 에릭 라르손이 순위권에 올랐다. 최고 수준의 대회에서의 승리 및 뚜르 드 프랑스, 여러 프로 투어 경기에서 성공을 거뒀다. 더 많은 우승 정보는 CSC/삭소뱅크 팀의 페이지에서 확인할 수 있다.
서벨로는 도로용 자전거에서 탄소 섬유 소재의 프레임보다 우수한 알루미늄 프레임을 제조한 몇 안되는 회사 중 하나이다. 서벨로의 솔로이스트 팀/S1은 2003-2005 UCI 프로 투어 시즌, 유럽에서 펼쳐진 CSC팀의 몇몇 클래식 경기(개인 독주 세계 대회, 파리-니체 스테이지 경기 등)에 사용되어 성공적인 경기를 펼쳤다.
서벨로의 투 후숍은 S 시리즈 자전거로 2009년 Omloop Het Nieuwsblad와 2010년 뚜르 드 프랑스의 스테이지 3에서 우승하였으며 에어로 프레임으로 코블 구간이 포함된 클래식 도로 경기에서 우승한 사례로는 유일하다.
2011년 가민-서벨로 팀의 조한 반 서머렌 은 BBright 방식의 BB와 테이퍼드 헤드튜브가 개선된 R3 프레임으로 코블 구간이 포함된 클래식 도로 경기, 파리-루베에서 우승하였다.
권위있는 코나 바이크 카운트의 통계에 의하면 최근 4년간 서벨로는 최고이며 최대의 타임 트라이얼/트라이애슬론 자전거 제조업체이다. 2008년 뚜르 드 프랑스 우승자인 카를로스 사스트레도 서벨로를 탔다. 베이징 올림픽에서는 40명 이상의 선수들이 서벨로 자전거를 탔으며 3개의 금메달, 5개의 은메달, 2개의 동메달을 기록하였다. 2011년 서벨로 S3는 여러 자전거 잡지에서 최고의 에어로 자전거이자 경기용 자전거로 선정되었다.